# اصل تعاون
اصل همکاری در علوم اجتماعی و زبان‌شناسی، توصیف می‌کند که چگونه افراد در موقعیت‌های اجتماعی رایج به ارتباط محاوره‌ای مؤثر دست می‌یابند؛ یعنی چگونه شنوندگان و سخن‌رانان به‌طور مشارکتی عمل می‌کنند و متقابلاً یکدیگر را می‌پذیرند تا درک شوند.
فیلسوف زبان پل گریس این مفهوم را در نظریه پراگماتیک خود مطرح کرده و چنین استدلال کرد:
در مرحله‌ای که هستید، با هدف یا جهت پذیرفته‌شده تبادل گفتگو، مشارکت خود را همان‌طور که لازم است انجام دهید.: 45 
به عبارت دیگر: آنچه را که باید بگویید، زمانی که باید بگویید و این‌که چگونه باید بگویید، بیان کنید. بر این اساس، اصل تعاون به چهار اصل مکالمه گریس، به نام اصول گریس - کمیت، کیفیت، رابطه و نحوه تقسیم می‌شود. این چهار اصل، اصول عقلانی خاصی را توصیف می‌کنند که توسط افرادی که از اصل تعاون، از ارتباط مؤثری پیروی می‌کنند، مشاهده می‌شوند. به‌کارگیری اصول گریس راهی برای توضیح پیوند بین گفته‌ها و آنچه از آن‌ها فهمیده می‌شود است.
اگرچه این اصل به‌عنوان یک دستور تجویزی بیان می‌شود، اما توصیفی از نحوه رفتار عادی افراد در مکالمه در نظر گرفته شده‌است. لسلی جفریس و دانیل مک اینتایر (۲۰۱۰) اصول گریس را این‌گونه توصیف می‌کنند که «فرض‌هایی را که ما به‌طور نمونه اولیه در هنگام مکالمه داریم را در بر می‌گیرد.» این فرض که از اصول پیروی می‌شود، به تفسیر جملاتی که به‌نظر می‌رسد آن‌ها را در به‌صورت سطحی نادیده می‌گیرند، کمک می‌کند. چنین نادیده‌انگاری اغلب نشانه‌های دلالت‌های ناگفته‌ای است که به معنای گفته می‌افزاید.